# Le Réducteur de vitesse
Le Réducteur de vitesse est une bande dessinée de Christophe Blain colorisée par Walter, publié par Dupuis dans la collection « Aire libre » en 1999.

## Distinctions
L'album a obtenu l'Alph-Art coup de cœur lors du festival d'Angoulême 2000 et a permis d'imposer Blain comme l'un des principaux jeunes auteurs de son époque[réf. nécessaire].